# گابور پ. سابو
گابور پِتِر سابو (مجاری: Péter Szabó Gábor؛ ۱۴ اکتبر ۱۹۰۲ – ۲۶ فوریهٔ ۱۹۵۰) بازیکن فوتبال اهل مجارستان بود.
وی همچنین در تیم ملی فوتبال مجارستان بازی کرده‌است.